# بازه مورد قبول
در آمار بیزی، بازه قابل قبول (یا بازه مورد قبول بیزی) بازه‌ای در دامنه یک توزیع احتمال پسین است که در برآورد بازه‌ای به کار می‌رود. تعمیم به مسائل چندمتغیره، همان ناحیه بیزی است. بازه‌های معتبر مشابه بازه اطمینان در استنباط فراوانی‌گرایانه اند، اگرچه فلسفه وجودی آن‌ها متفاوت است. بازه‌های بیزی، همانند پارامتر برآورد شده و ثابت، متغیرهای تصادفی اند، در حالی که بازه‌های اطمینان، با مرزهایشان به عنوان متغیر تصادفی و با پارامتر به عنوان مقداری ثابت برخورد می‌کنند.
مثلاً، در آزمایشی که توزیع عدم قطعیت پارامتر t را تعیین می‌کند، اگر احتمال قرارگرفتن t، در بازه بین ۳۵ و ۴۵، ۰٫۹۵ باشد، {\displaystyle 35\leq t\leq 45} یک بازه مورد قبول ۹۵ درصد است.

## انتخاب یک بازه قابل قبول
در یک توزیع پسین، بازه‌های مورد قبول منحصربه‌فرد نیستند. روش‌های توصیف یک بازه قابل قبول مناسب عبارتند از:
- انتخاب کوچک‌ترین بازه، که برای یک توزیع تک‌قیدی شامل انتخاب مقادیر بیشترین چگالی احتمال از جمله مد می‌شود.
- انتخاب بازه‌ای که احتمال زیر بازه قرار گرفتن، برابر بالای بازه قرار باشد. ممکن است این بازه شامل +میانه (آمار)|میانه* نیز باشد.
- با این فرض که میانگین جزو داده‌هاست، بازه به گونه‌ای انتخاب شود که میانگین نقطه مرکزی آن باشد.

می‌توان انتخاب بازه قابل قبول را در چهارچوب نظریه انتخاب قرار داد، و در این حالت، یک بازه بهنیه، همواره بالاترین مجموعه چگالی احتمال خواهد بود.

## اختلاف با بازه اطمینان
یک بازه مورد قبول با فراوانی‌گرایی ۹۵ درصد بدین معناست که با تعداد فراوانی نمونه تکرار، ۹۵ درصد از این بازه‌های مورد قبول شامل مقادیر صحیحی از پارامتر مورد نظر خواهند بود. احتمال قرار گفتن پارامتر در بازه مفروض (۳۵–۴۵)، ۰ یا ۱ است (یا پارامتر امعین غیر تصادفی در آن قرار دارد یا نه). در آمار فراوانی‌گرایانه، پارامتر ثابت است (نمی‌توان فرض کرد که دارای توزیعی از مقادیر ممکن است) و بازه مورد قبول تصادفی می‌باشد (زیرا به نمونه تصادفی وابسته است).